# Гнедько, Станислав Александрович
Станислав Александрович Гнедько (бел. Станіслаў Аляксандравіч Гнядзько, род. 7 января 1987, село Визинга, Коми АССР) — белорусский футболист, полузащитник.

## Карьера

### Клубная
Начинал карьеру в минском «Динамо-Юни», а с 2006 года выступал за дубль жодинского «Торпедо», иногда появляясь в основном составе. В 2008 году перешёл в бобруйскую «Белшину», с которой в следующем сезоне стал победителем Первой лиги. Однако, вместе с бобруйский клубом не вернулся в Высшую лигу, а остался в Первой лиге, где на протяжении нескольких сезонов играл за разные клубы.
В сезоне 2013 стал игроком «Слуцка». Вместе с клубом победил в Первой лиге, и в сезоне 2014 играл за «Слуцк» в Высшей лиге, преимущественно выходя на замену на позицию опорного полузащитника. В декабре 2014 года разорвал контракт со слуцким клубом.
В январе 2015 года перешёл в армянский клуб «Алашкерт». В июле того же года стал игроком «Сморгони». В феврале 2016 года перешёл в пинскую «Волну», в составе которой одержал победу во Второй лиге и был признан лучшим игроком команды в сезоне. В сезоне 2017 играл за «Волну» в Первой лиге.
В феврале 2018 года подписал контракт с «Лидой». В команде был одним из игроков основного состава. По завершении сезона в ноябре 2018 года покинул клуб.
В апреле 2019 года стал игроком микашевичского «Гранита». В августе 2020 года был дисквалифицирован на два года по делу о договорных матчах.

### В сборной
В 2007 году провёл пять матчей в составе молодёжной сборной Беларуси.

## Достижения
- Победитель Первой лиги Беларуси (2): 2009, 2013
- Победитель Второй лиги Беларуси: 2016